# 奧斯尼爾洛龍屬
奧斯尼爾洛龍屬（Othnielosaurus）意為「奧塞內爾的蜥蜴」，是種鳥臀目恐龍，生存於晚侏儸紀的美國莫里遜組，年代約是1億5500萬年前到1億4800萬年前。奧斯尼爾洛龍經常被歸類於稜齒龍類，一群小型、二足、草食性或雜食性的恐龍，但近年的研究對稜齒龍類是否為獨立的演化支提出質疑。
奧斯尼爾洛龍原本是化石龍的一個種，部分化石則先後屬於侏儒龍與奧斯尼爾龍（Othniela）。這種混亂的狀態，導因於奧塞內爾·查利斯·馬什在19世紀後期的化石戰爭期間，建立了過多的物種。

## 敘述

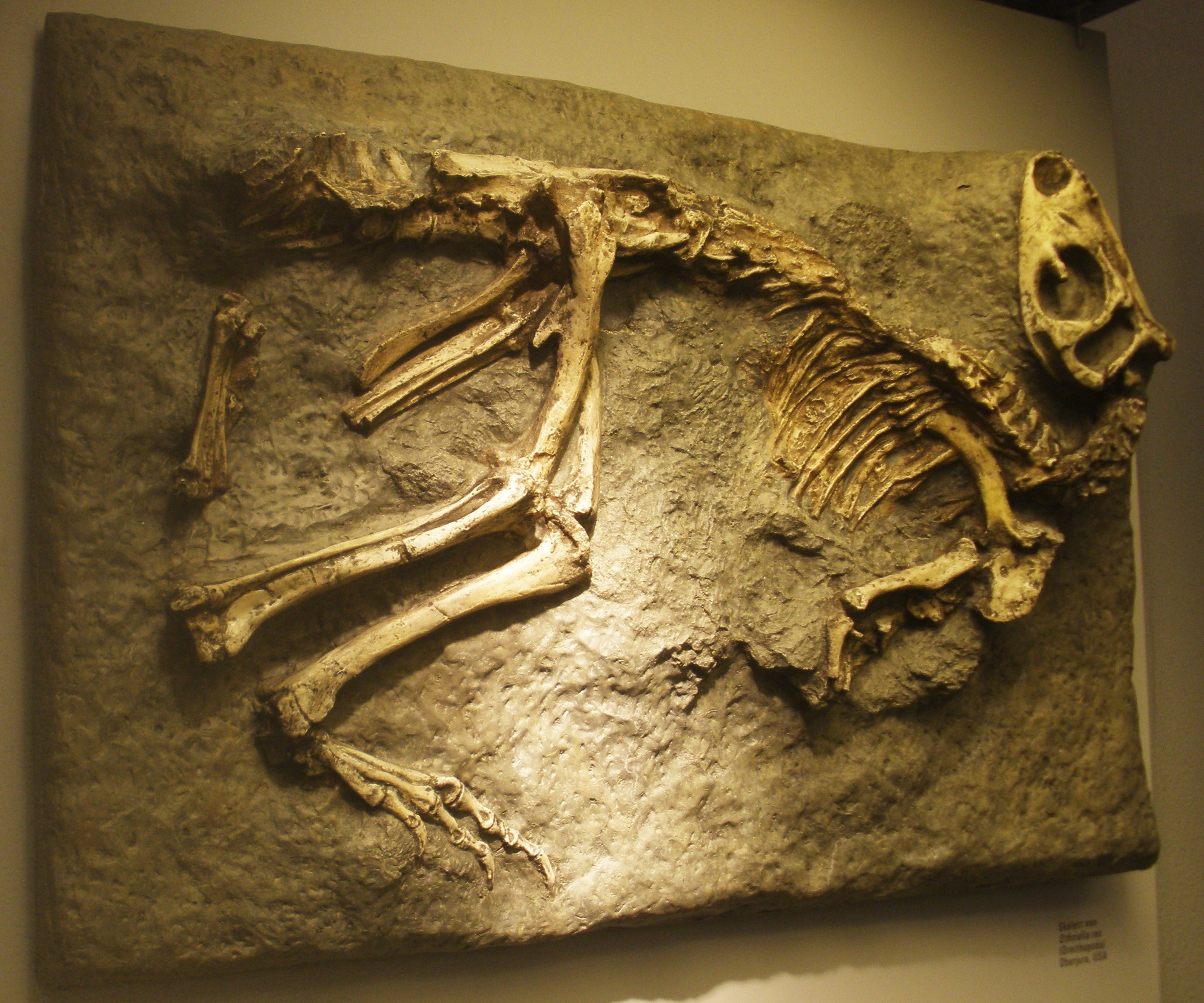
奧斯尼爾洛龍的化石，慕尼黑古生物學博物館

在早期的研究中，奧斯尼爾洛龍的化石分屬於不同的物種，其中大部分在1977年以前屬於奧斯尼爾龍（Othniela）。就目前為止，奧斯尼爾洛龍的化石包含兩個骨骸，但顱骨則所知有限。如同其他稜齒龍類，奧斯尼爾洛龍是種小型二足動物，身長2公尺左右，體重約10公斤。牠們的前肢短，後肢長，後肢有大型骨突，可供肌肉附著。手掌短而寬，有五根手指。從模式標本的部份顱骨，以及另一個可能標本（名為「芭芭拉」）來判斷，奧斯尼爾洛龍的頭部很小。奧斯尼爾洛龍具有葉狀頰齒，前後側有小型鋸齒邊緣，前上頜骨牙齒的鋸齒邊緣則較小。如同稜齒龍、奇異龍、小頭龍等稜齒龍類或禽龍類，奧斯尼爾洛龍的肋骨連接者薄的骨板。這些肋間骨板是由軟骨硬化而成。

## 分類
奧斯尼爾洛龍的化石，原本屬於化石龍、侏儒龍、奧斯尼爾龍（Othniela），牠們通常被認為屬於鳥腳下目的稜齒龍類；稜齒龍類是一群小型、敏捷的草食性恐龍，但牠們的定義卻很模糊。在1990年，羅伯特·巴克（Robert Bakker）等人在同一份研究中，建立了新屬德林克龍，並將奧斯尼爾龍分為兩個種，雷克斯奧斯尼爾龍（O. rex）、伴侶奧斯尼爾龍（O. consors），並成立奧斯尼爾龍科（Othnieliidae），定位於比稜齒龍科更原始的位置。近期的研究多認為稜齒龍科是個並系群，而所謂的「奧斯尼爾龍科」，被認為比稜齒龍科更為原始，但沒有發現新的德林克龍化石，所以德林克龍的地位有些爭議。
其他原始鳥腳類恐龍有時也被認為是奧斯尼爾龍，尤其是何信祿龍，何信祿龍曾被一些研究人員歸類於多齒奧斯尼爾龍（O. multidens）。
新的研究也認為奧斯尼爾洛龍比其他稜齒龍類而原始，但仍屬於角足亞目鳥腳下目的範圍內。

## 歷史與分類學

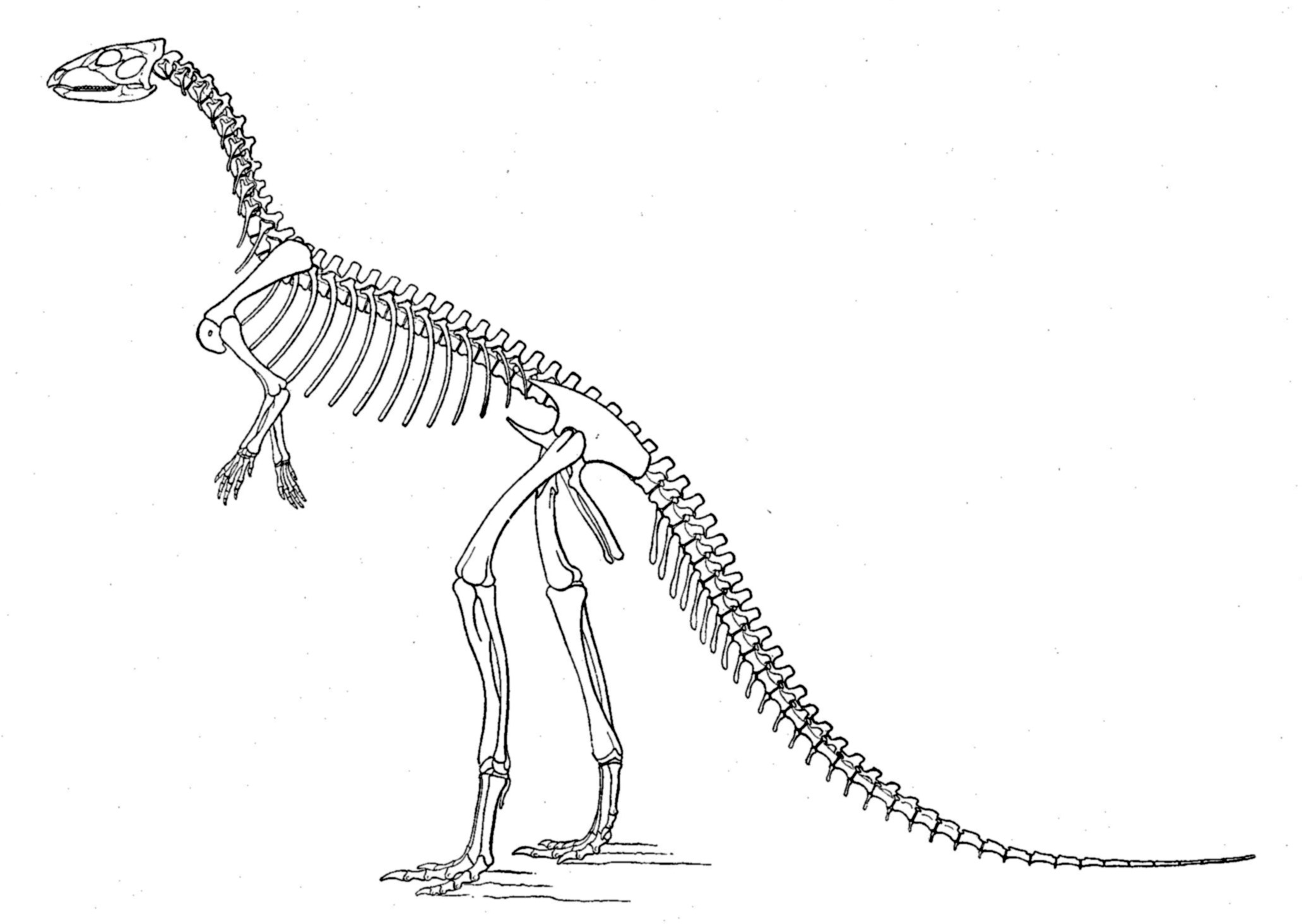
奧塞內爾·查利斯·馬什在1896年繪製的伴侶化石龍骨骼圖，現為奧斯尼爾洛龍

奧塞內爾·查利斯·馬什（Othniel Charles Marsh）在19世紀晚期的化石戰爭期間，建立了許多恐龍，其中屬於稜齒龍類的物種包含：敏捷侏儒龍、雷克斯侏儒龍、快速化石龍、伴侶化石龍、纖細化石龍。牠們的分類非常複雜，過去有許多研究試圖解決這個狀況。
在1877年，馬什建立了侏儒龍，當時包含兩個種，化石都來自科羅拉多州花園公園的莫里遜組地層。第一個種是敏捷侏儒龍（N. agilis），化石包含：一個齒骨、腸骨、股骨、脛骨、以及腓骨。第二個種是雷克斯侏儒龍（N. rex），化石是一個完整股骨。馬什認為這兩個種都是小型動物，體型接近狐狸。他並將侏儒龍歸類於侏儒龍科（Nanosauridae）。
在第二年，馬什建立了化石龍，化石由塞繆爾·溫德爾·威利斯頓（Samuel Wendell Williston）發現於懷俄明州科莫崖。化石龍也包含兩個種：模式種是快速化石龍（L. celer），化石為11節脊椎；第二種是纖細化石龍（L. gracilis），體型較小，化石包含一節背椎、一節尾椎、尺骨。在1983年，彼得·加爾東（Peter Galton）發現這個標本應該包括13節背椎及8節尾椎，並部份後肢。
在1894年，馬什建立了伴侶化石龍（L. consors），化石是一個天然狀態的骨骸，以及部分其他個體的化石。這個骨骸的只有部分顱骨，而脊椎只有椎體，意味該個體是成長中的。在1983年，加爾東發現這個骨架在重建時使用了石膏，或是被塗抹在表面。
很少科學家注意到上述物種，直到在70年代到80年代，加爾東重新檢驗稜齒龍類。在1973年，加爾東與詹姆斯·詹森（James A. Jensen）敘述了一個標本，該化石缺少頭部、手部、尾部，當時被歸類於雷克斯侏儒龍，而且可能在研究前受到損傷。到了1977年，加爾東認為敏捷侏儒龍與雷克斯侏儒龍、新標本之間有極大差異，於是將雷克斯侏儒龍，獨立為雷克斯奧塞尼爾龍（Othnielia rex）。這個1977年的研究，除了重要的橡樹龍分布於各大洲的研究以外，另外也將伴侶化石龍、纖細化石龍，歸類於雷克斯奧塞尼爾龍，並提出快速化石龍是個疑名。而1990年新發現的德林克龍，一度被認為是奧塞尼爾龍的異名，使這個狀況更為複雜。
在2007年，加爾冬重新檢驗莫里遜組的鳥臀目化石，並認為雷克斯奧斯尼爾龍（O. rex）的股骨無法用來鑑定，而將在1973年發現的完整新標本歸類於伴侶化石龍。因為化石龍本身是根據無法鑑定的化石而命名，加爾東於是將伴侶化石龍，個別建立為新屬，伴侶奧斯尼爾洛龍（Othnielosaurus consors）。奧斯尼爾龍並不是奧斯尼爾洛龍的異名，因為牠們的化石並不一樣；但大部分的原本化石已被重新劃分為奧斯尼爾洛龍，奧斯尼爾龍的可確定化石只剩下最初的股骨。
綜合以上，相關物種目前的狀態為：
- 敏捷侏儒龍（N. agilis），可能是個基礎鳥腳類恐龍。
- 雷克斯侏儒龍（N. rex），被建立為雷克斯奧斯尼爾龍（Othnielia rex），是種基礎鳥腳類恐龍。因化石過於稀少，狀態為疑名。
- 德林克龍（D. nisti），暫時是個有效屬。
- 伴侶化石龍（L. consors），目前是伴侶奧斯尼爾洛龍（Othnielosaurus consors）[4]。
- 快速化石龍（L. celer），狀態為疑名。
- 纖細化石龍（L. gracilis），狀態為疑名[1]。

## 古生態學與古生物學

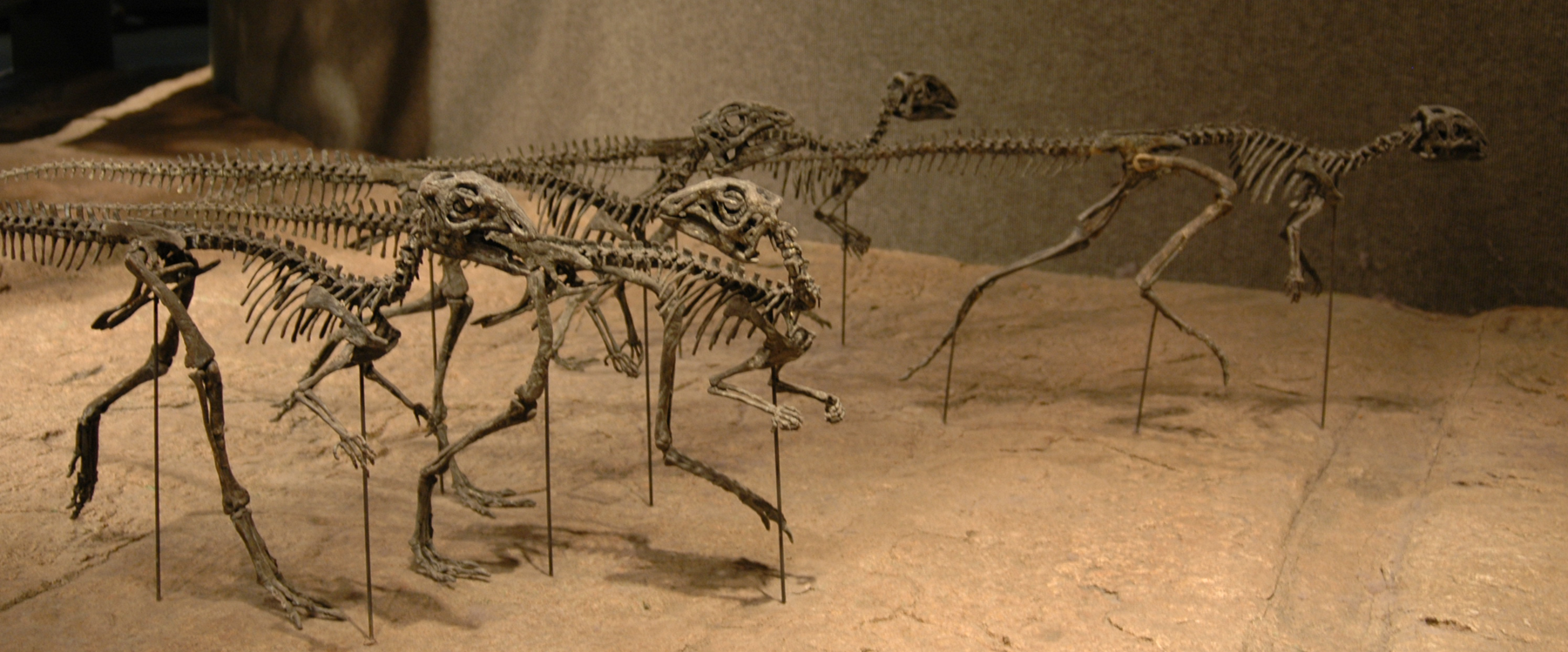
丹佛自然科技博物館的奧斯尼爾洛龍化石

莫里遜組發現的奧斯尼爾洛龍化石，都來自於第2到第5地層帶。莫里遜組過去是個多樣化的動物群。莫里遜組是認為是個半乾旱的氾濫平原，有明顯的雨季與旱季。當地的植被十分多樣化，有河邊的走廊林、蕨類、樹蕨、針葉樹，以及疏林莽原。莫里遜組所發現的植物化石有：綠藻、真菌、苔蘚、木賊、蕨類、蘇鐵、銀杏、與數科針葉樹。動物化石則有：雙殼類、蝸牛、輻鰭魚類、青蛙、蠑螈、烏龜、喙頭蜥、蜥蜴、陸生與水生鱷形超目動物、數種翼龍目、大量的恐龍、以及早期哺乳類。
莫里遜組的恐龍包含：獸腳亞目的角鼻龍、異特龍、嗜鳥龍、蠻龍，蜥腳下目的迷惑龍、腕龍、圓頂龍、梁龍，鳥臀目的彎龍、橡樹龍、劍龍。早期哺乳類則有：柱齒獸目、多瘤齒獸目、對齒獸目、以及三尖齒獸目。
奧斯尼爾洛龍被認為類似其他稜齒龍類，是種小型、敏捷的草食性動物。但在1986年，巴克提出奧斯尼爾洛龍的近親，侏儒龍是雜食性動物。巴克的意見得到一些非正式的支持，卻很少正式文獻支持這個說法。需要發現更完整的顱骨，才能了解這些動物是否為雜食性動物。

## 外部連結
- （英文） 侏儒龍、奧斯尼爾龍及化石龍的一些資料 （页面存档备份，存于）
- （英文） 奧斯尼爾龍的重建圖 （页面存档备份，存于） - 根據「芭芭拉」與1973年的新標本而重建
- （英文）（德文） 奧斯尼爾龍的基本介紹